# Маяк Басс-Харбор-Хед
Маяк Басс-Харбор-Хед (англ. Bass Harbor Head Light) — маяк, расположенный в национальном парке Акейдия у входа в бухту Басс-Харбор, находящуюся в юго-западной части острова Маунт-Дезерт в округе Ханкок штата Мэн в США, вблизи небольшого города Тремонт. Маяк был построен в 1858 году, автоматизирован в 1974 году. Он считается одним из наиболее живописных маяков в США, а также одним из наиболее часто фотографируемых маяков Новой Англии.
На маяке установлена линза Френеля 4-го порядка, изготовленная в 1901 году. Световая характеристика огня — затмевающийся красный свет с периодом 4 с. Высота фокальной плоскости — 56 футов (17,1 м) над уровнем моря, видимость света от маяка в обычных условиях — 13 морских миль.
В 1858—1957 годах смотрителями маяка работали гражданские лица, а с 1957 года он перешёл в ведение Береговой охраны США. 21 января 1988 года маяк Басс-Харбор-Хед был внесён в Национальный реестр исторических мест США под номером 87002273. 8 июля 2020 года маяк и прилегающие постройки были официально переданы из ведения Береговой охраны США национальному парку Акейдия.

## Географическое положение

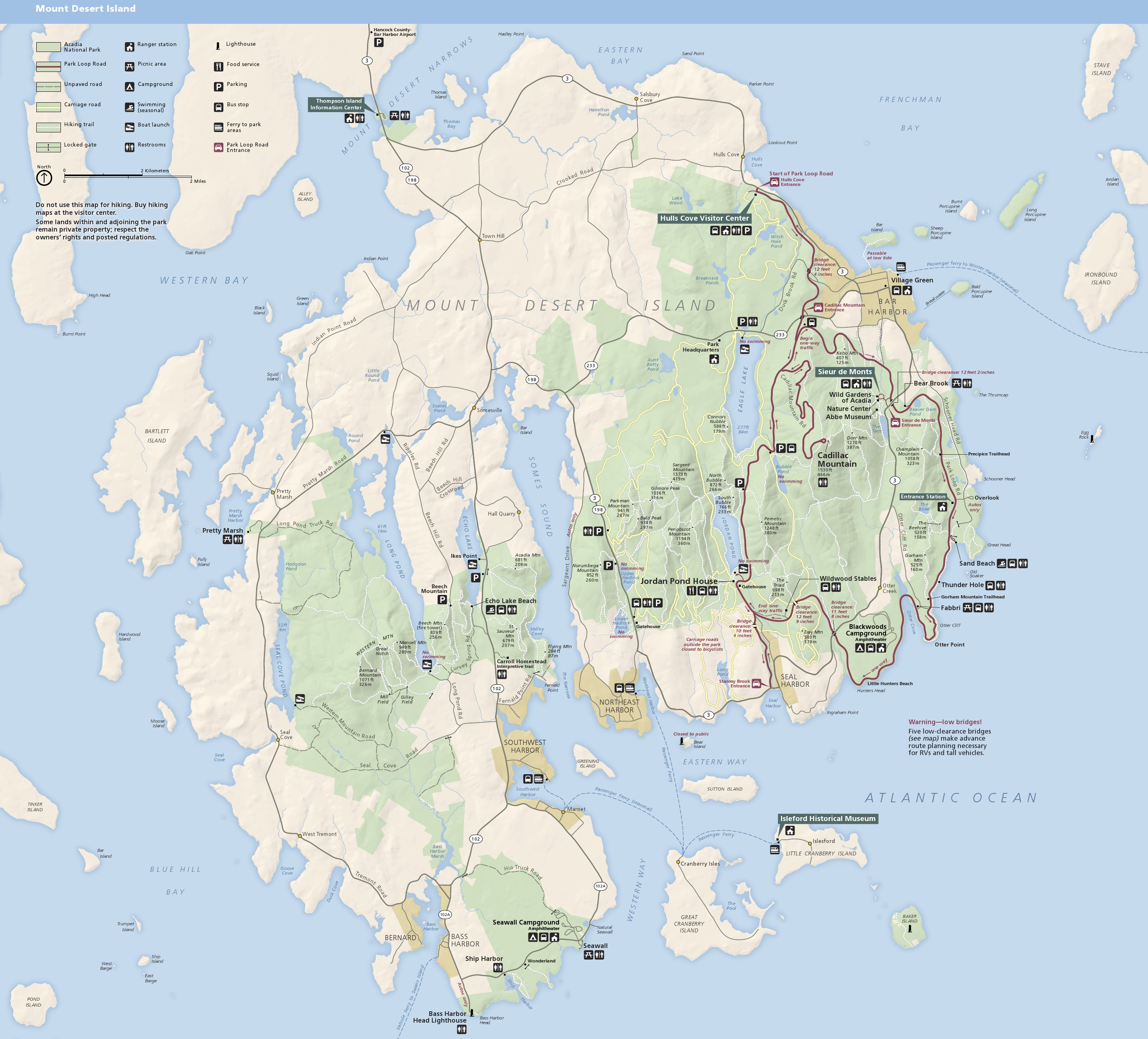
Остров Маунт-Дезерт на карте национального парка Акейдия: маяк находится на самой южной точке острова

Маяк Басс-Харбор-Хед расположен на острове Маунт-Дезерт, входящем в состав округа Ханкок штата Мэн. Как и значительная часть острова, маяк находится на территории национального парка Акейдия. Басс-Харбор-Хед — единственный маяк, расположенный на острове Маунт-Дезерт. Помимо него, в парке Акейдия есть ещё два маяка, находящиеся на других островах — маяк острова Бэр и маяк острова Бейкер.
Маяк Басс-Харбор-Хед расположен у самой южной точки острова Маунт-Дезерт. Чуть западнее маяка находится вход в бухту Басс-Харбор, на восточном берегу которой расположена одноимённая деревня Басс-Харбор, а на западном — деревня Бернард; обе входят в состав небольшого города Тремонт. Ещё западнее вдоль побережья острова Маунт-Дезерт начинается залив Блу-Хилл. Немного восточнее маяка находится небольшая бухта Шип-Харбор, вдоль берега которой проложена туристская тропа Ship Harbor Nature Trail.
Южнее маяка Басс-Харбор-Хед расположены острова Грейт-Готт (Great Gott Island), Пласеншиа (Placentia Island) и Суонс-Айленд (Swan's Island), находящиеся на расстоянии 1,6 км, 2,3 км и 6,4 км от маяка, соответственно. В проливе, отделяющем Грейт-Готт от южного берега острова Маунт-Дезерт, есть отмель Басс-Харбор (англ. Bass Harbor Bar), предупреждение судов о которой входило в задачи, изначально поставленные перед маяком. В 1913 году Инженерные войска США проделали через эту отмель проход около 4,3 м глубиной и 76 м шириной, который находится примерно в 300 м южнее маяка Басс-Харбор-Хед.
Рядом с маяком проходит шоссе 102A штата Мэн, представляющее собой петлю у южной оконечности шоссе 102. От дороги к маяку отходит ответвление Lighthouse Road, в конце которого находится бесплатная стоянка для автомобилей.

## История

### XIX век

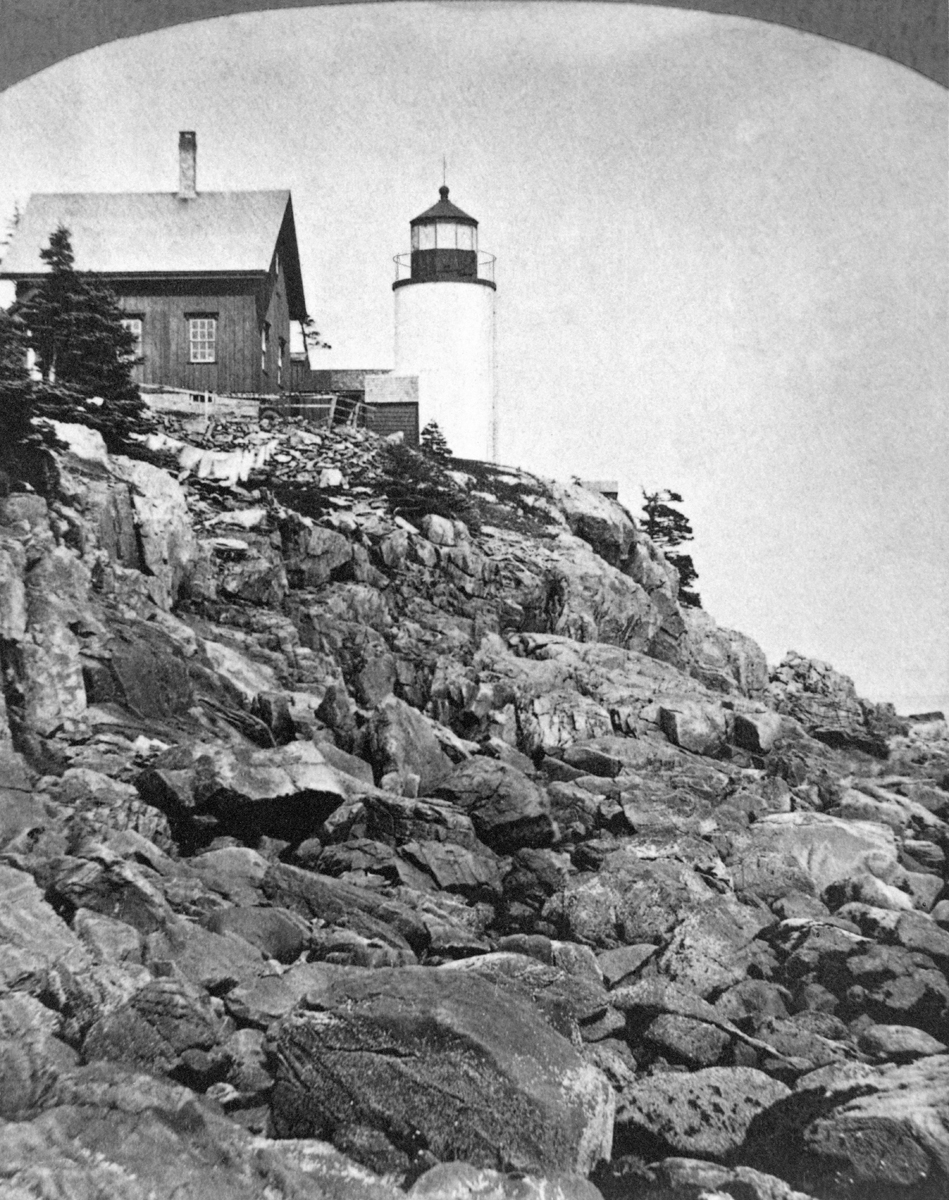
Маяк на фотографии 1875 года

Необходимость установки маяка у входа в бухту Басс-Харбор была отмечена в годовом отчёте Совета маяков США за 1855 год. 18 августа 1856 года Конгресс США выделил на строительство маяка 5000 долларов. В июне 1857 года для будущего маяка за 80 долларов было приобретено примерно 3 акра земли у юго-западной оконечности острова Маунт-Дезерт. Из выделенных на строительство 5000 долларов 1200 были потрачены в 1857-м финансовом году, 3783,35 — в 1858-м, а оставшиеся 16,65 долларов были возвращены в бюджет в 1859-м финансовом году (в те времена финансовый год в США заканчивался 30 июня).
В объявлении Совета маяков США, подписанном его секретарём Уильямом Франклином и датированном 20 мая 1858 года, содержалась информация об основных характеристиках нового (на тот момент, ещё строящегося) маяка. Согласно приведённому описанию, сам маяк представлял собой выкрашенную в белый цвет цилиндрическую кирпичную башню высотой в 21 фут (6,4 м), с помещением для фонаря, выкрашенным в чёрный цвет. Рядом с маяком находился деревянный дом, соединённый с ним переходом. На маяке была установлена линза Френеля 5-го порядка с фокальной плоскостью на высоте 26 футов (7,9 м) над землёй и 56 футов (17,1 м) над уровнем моря. В обычных условиях свет от маяка должен был быть виден с расстояния в 13 морских миль. Как и предполагалось, маяк Басс-Харбор-Хед был достроен в 1858 году. Постоянный красный свет с его башни начал функционировать 1 сентября 1858 года — он был включён первым смотрителем маяка Джоном Терстоном. Основной задачей маяка было обеспечение безопасности прохода судов к бухте Басс-Харбор и к находящемуся к западу от неё заливу Блу-Хилл.
Рядом с основной башней маяка в 1876 году была построена высокая пирамидальная башня, в которой находился сигнальный колокол, используемый вручную в случае тумана. В 1894 году были построены лодочный домик и причал, а в 1895 году была установлена лебёдка для подъёма лодок. В 1898 году новый механический сигнальный колокол, весом около 4000 фунтов (примерно 1,8 т), был установлен на стене специально предназначенного для этого здания, сооружённого в 1897 году. Пирамидальная башня и лодочный домик до нашего времени не сохранились.
В изданной в 1891 году книге The Pine Tree Coast («Сосновый берег») писатель и журналист Сэмюэл Адамс Дрейк так описывал маяк Басс-Харбор-Хед: «Обогнув высокий ржаво-красный утёс под названием Басс-Харбор-Хед, где скромно примостился приземистый, смотрящий на море маяк в белой рясе и чёрной шапке, мы видим перед собой ещё одну, более крупную группу островов, прикрывающих подходы к глубоко вдающейся в сушу морской бухте…».

### XX и XXI века

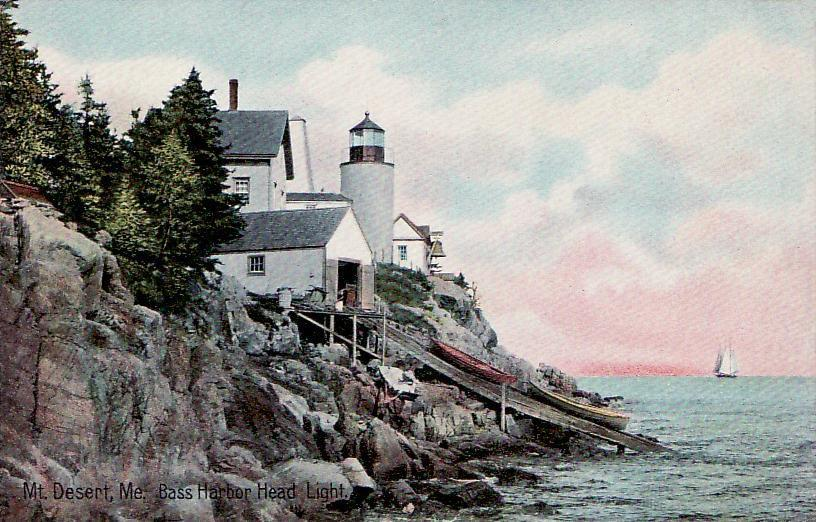
Маяк на открытке (ок. 1908 года); на переднем плане — лодочный домик и приспособление для подъёма лодок

В 1902 году (по другим данным, в конце 1901 года) изначально установленная на маяке линза Френеля 5-го порядка была заменена более крупной линзой 4-го порядка, изготовленной французской компанией Henry Lepaute. В том же году был значительно модернизирован дом смотрителя, к которому были пристроены кухня и дополнительные помещения.
Тяжёлый механический колокол впоследствии был заменён более лёгким, весом около 1800 фунтов (примерно 0,82 т), а в 1949 году на стойке рядом с башней маяка был установлен новый колокол весом около 1500 фунтов (примерно 0,68 т). Старый 4000-фунтовый колокол был снят со стены здания и установлен на примыкающей к нему территории в 1959 году. В июле 1949 года  сила света фонаря была увеличена до 900 кандел, в ноябре 1958 года — до 1600 кандел, а в июле 1959 года — до 3500 кандел.

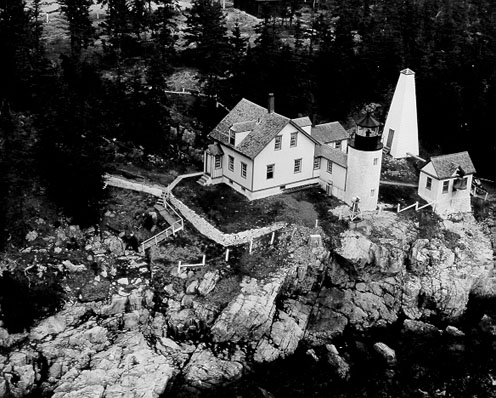
Маяк на фотографии 1951 года; на заднем плане — пирамидальная башня

В 1974 году маяк был автоматизирован, после чего должность смотрителя оказалась ненужной. Тем не менее в доме при маяке продолжал жить представитель Береговой охраны США со своей семьёй. С 2012 года дом смотрителя оставался свободным. В сентябре 2017 года Береговая охрана США начала переговоры о передаче маяка и прилегающей территории в 2,5 акра национальному парку Акейдия. В ноябре 2017 года представители Службы национальных парков США объявили о согласии принять маяк под свою юрисдикцию. 8 июля 2020 года маяк и прилегающие постройки были официально переданы из ведения Береговой охраны США национальному парку Акейдия. 
В июле 2010 года Барак Обама провёл три дня на острове Маунт-Дезерт — он стал первым действующим президентом США, посетившим национальный парк Акейдия. В частности, вместе со своей семьёй — женой и двумя дочерьми — он посетил маяк Басс-Харбор-Хед и поднялся на верхнюю площадку башни маяка. 
21 января 1988 года маяк Басс-Харбор-Хед был внесён в Национальный реестр исторических мест США под номером 87002273. Маяк Басс-Харбор-Хед, представляющий национальный парк Акейдия, изображён на выпущенной в 2012 году монете из серии двадцатипятицентовиков с изображением национальных парков США (англ. America the Beautiful quarters). Маяк также изображён на почтовой марке США 2016 года, входящей в серию, посвящённую столетию Службы национальных парков США.

## Описание и характеристики
Кирпичная стена построенной в 1858 году цилиндрической башни маяка начинается от самой поверхности склона, без видимого фундамента. Башня выкрашена в белый цвет, её высота — около 6,7 м, диаметр — 3,5 м. Во внутренней шахте башни находится винтовая лестница, которая ведёт к расположенной наверху будке для фонаря. Помещение для фонаря — металлическое, со стеклянными окнами. Там же, на верхней поверхности башни, находится круговая платформа (палуба), ограниченная металлическими перилами. Диаметр платформы  немного больше диаметра башни — он составляет 3,7 м. Фонарь с линзой Френеля 4-го порядка, изготовленной в 1901 году, защищён более современной оболочкой из красного стекла. Световая характеристика огня — Oc R 4s — затмевающийся красный свет (англ. occulting red) с периодом 4 с. Высота фокальной плоскости — 56 футов (17,1 м) над уровнем моря, видимость света от маяка в обычных условиях — 13 морских миль.
Крытый переход соединяет башню маяка с домом смотрителя, расположенным с северной стороны от неё. У юго-восточной стороны башни находится построенное в 1897 году здание (Bell House), к южной стене которого ранее был приделан сигнальный колокол. С северо-западной стороны к маяку подходит асфальтированная дорожка, соединяющая его с автомобильной стоянкой. У дорожки находится построенный в 1902 году домик (Oil House), ранее использовавшийся для хранения керосина. У западной оконечности стоянки расположен построенный в 1905 году гараж, а у восточной — здание, сооружённое в 1949 году для нужд Военно-морских сил США (ранее в нём находилась радиопередающая аппаратура, а впоследствии — генератор электрической энергии). От западной стороны стоянки отходит тропа, по которой можно спуститься на скалистый берег.

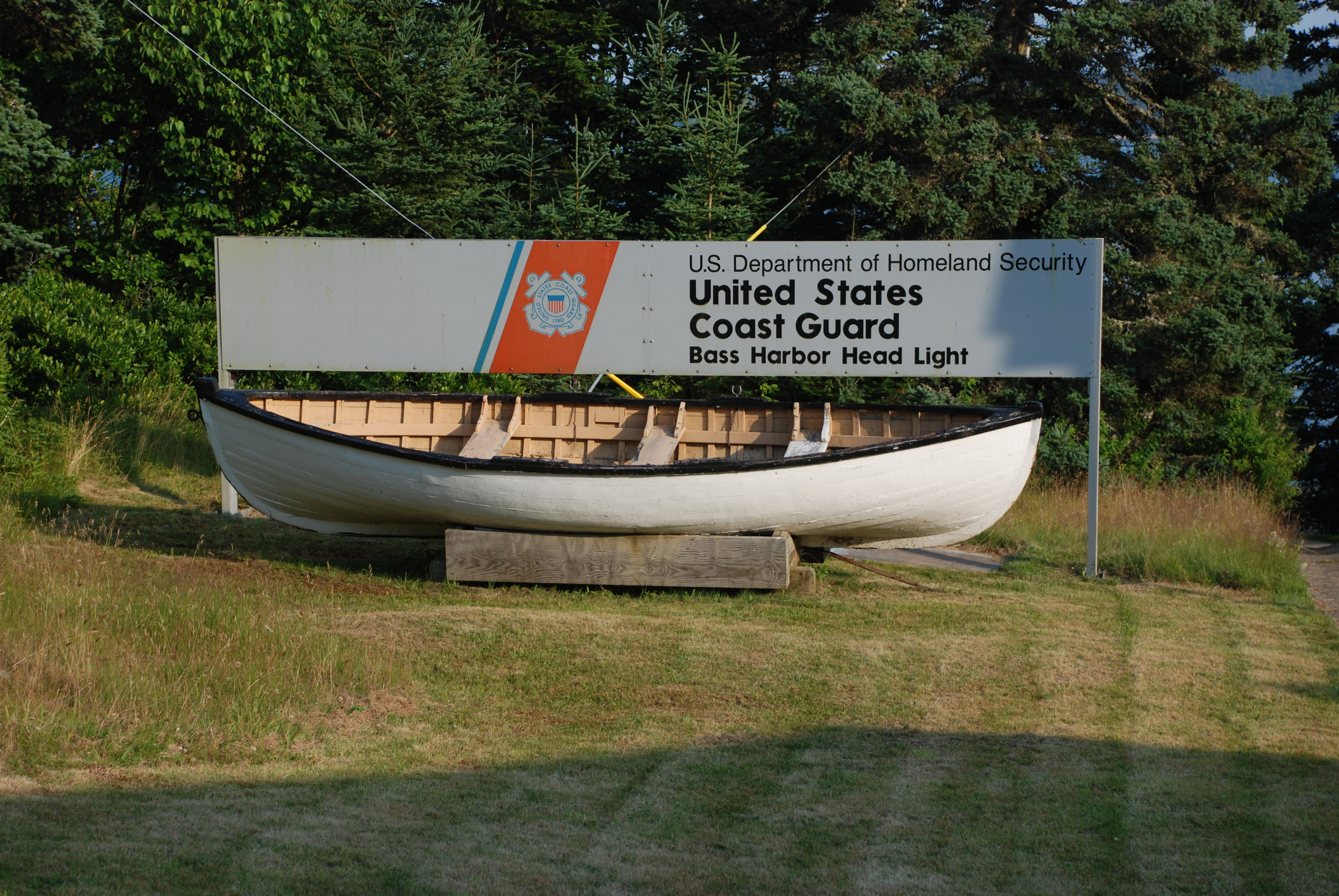
У входа на территорию маяка
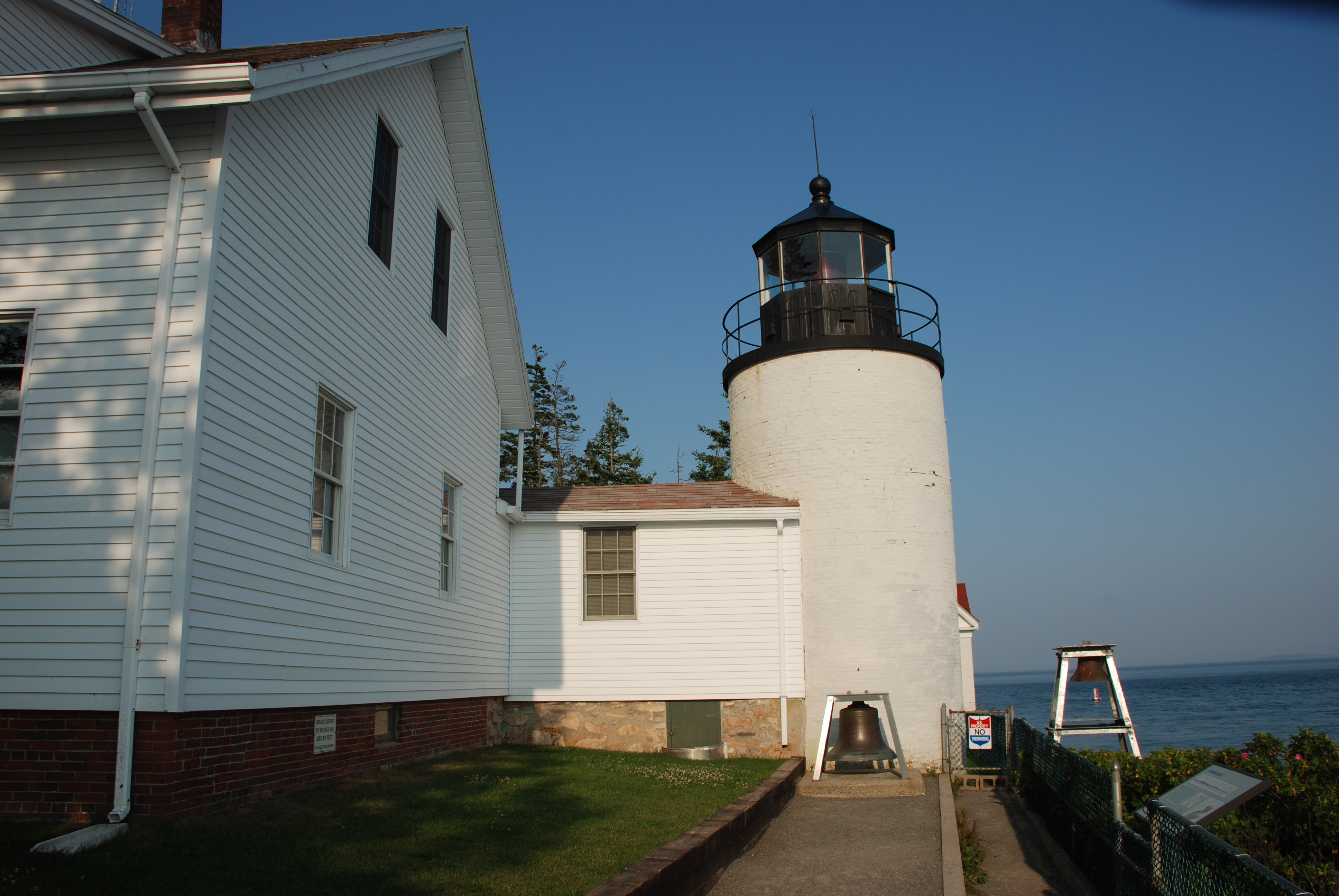
Башня маяка и колокола
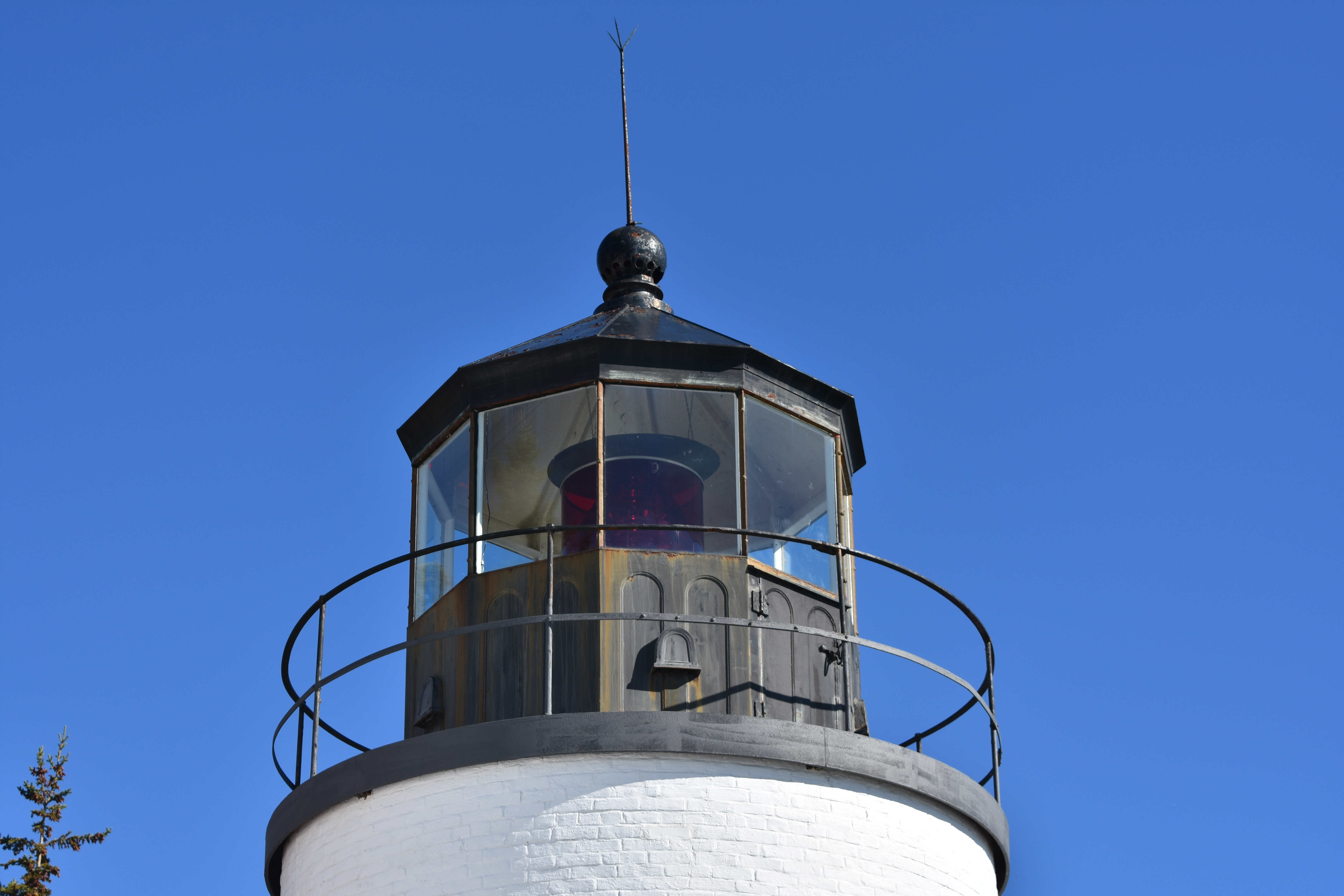
Верхняя часть башни маяка
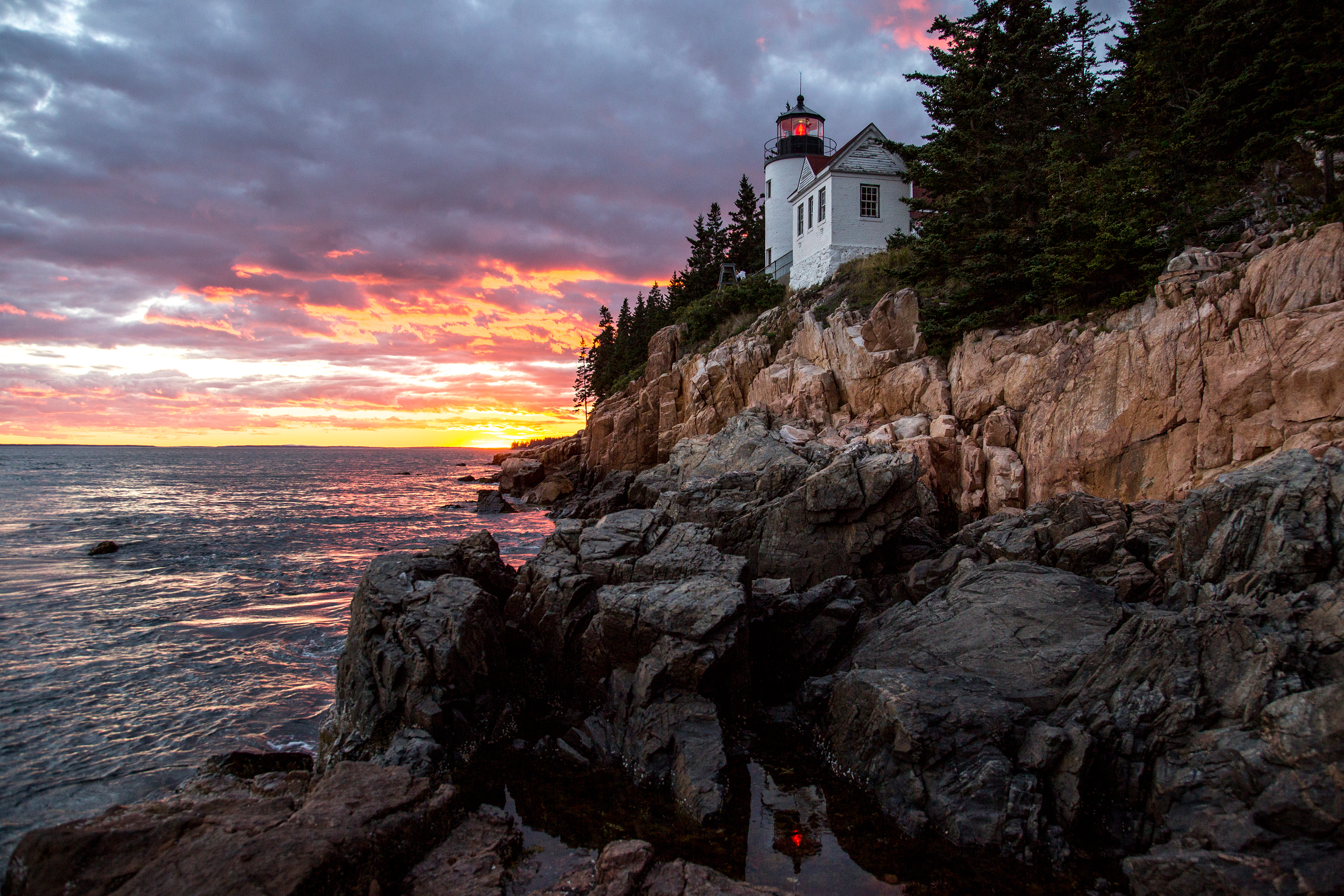
Маяк на закате

## Смотрители маяка
Первым смотрителем маяка Басс-Харбор-Хед стал Джон Терстон, который проработал там с 1858 по 1861 год. Несколько последующих смотрителей сменяли друг друга каждые три-четыре года. Дольше всех смотрителями маяка проработали Уиллис Долливер (1894—1912 или 1894—1920/1921) и Джозеф Грей (1921—1938). Изначально заработная плата смотрителя составляла 350 долларов в год. К 1869 году она была повышена до 540 долларов, но начиная с 1882 года понизилась до 500 долларов в год. В 1908 году заработная плата повысилась до 552 долларов, а в 1938 году она составляла 1440 долларов в год. 
Список смотрителей маяка:
- Джон Терстон (John Thurston), 1858—1861[38]
- Джон Рик (John Rick), 1861—1865[38]
- Джон Уилсон (John Wilson), 1865—1869[41]
- Чарльз Гилли (Charles B. Gilley), 1869—1872[42]
- Джеймс Уилсон (James L. Wilson), 1872—1880[43]
- Чарльз Чейз (Charles F. Chase), 1880—1890[39][19]
- Уильям Холбрук (William T. Holbrook), 1890—1894[44]
- Уиллис Долливер (Willis Dolliver), 1894—1912[5] или 1894—1920/1921[36]
- Джозеф Грей (Joseph M. Gray), 1921—1938[37]
- Элмер Рид (Elmer Reed), 1938—1940[40]
- Леверетт Стэнли (Leverett Stanley), 1940—1950[45]
- Юджин Коулмен (Eugene L. Coleman), 1950—1955[46]
- Мортон Дайер (Morton M. Dyer), 1955—1957[47]
- Аллан Картер (Allan Carter), 1960—1962?[5][48]
- Уолтер Дуглас Молтон (Walter Douglas Moulton), 1962—1963[5]
- Клиффорд Медоуз (Clifford Meadows), 1964—?[5][48]
- Джерри Мурс (Gerry Moores), 1972—1974[5][48]

В 1858—1957 годах смотрителями маяка работали гражданские лица, а с 1957 года маяк перешёл в ведение Береговой охраны США. В некоторых источниках исполняющим обязанности смотрителя в 1955 году указан представитель Береговой охраны Кэрролл Элли (Carroll Alley).